# 加速度
加速度（かそくど、英: acceleration）は、単位時間当たりの速度の変化率（速度の時間微分）。速度ベクトルの時間的な変化を示すベクトルとして、加速度が定義される。

## 概要
加速度はベクトルとして平行四辺形の法則で合成や分解ができるのは力や速度の場合と同様であるが、法線加速度、接線加速度に分解されることが多い。法線加速度は向きを変え、接線加速度は速さを変える。
微小時間Δtを
{\displaystyle {\Delta }=t'-t}
と定義すると、速度差Δvの定義は
{\displaystyle {\Delta v}={\boldsymbol {v}}(t')-{\boldsymbol {v}}(t)}
であるから、これをΔtで割ってからΔt → 0として、加速度aは  
{\displaystyle {\boldsymbol {a}}=\lim _{\Delta t\to 0}{\Delta {\boldsymbol {v}} \over \Delta t}\equiv {\frac {d{\boldsymbol {v}}}{dt}}}
と定義される。
平面運動を極座標(r,θ)で表した場合、動径方向・角方向成分はそれぞれ
{\displaystyle a_{r}={\frac {d^{2}r}{dt^{2}}}-r\!\left({\frac {d\theta }{dt}}\right)^{2}}
{\displaystyle a_{\theta }={\frac {1}{r}}{\frac {d}{dt}}\!\left(r^{2}{\frac {d\theta }{dt}}\right)}
となる。
一般に減速度（げんそくど）と言われるのは、負（進行方向と反対）の加速度のことである。また、進行方向を変える（曲がる）のは、進行方向とは異なる方向への加速度を受けるということである。
遠心力による加速度を遠心加速度という。
物体に加速度がかかることと、力が加わることとは等価である（運動の第2法則）。
加速度の単位時間当たりの変化率は、加加速度あるいは躍度とよばれる。

## 等加速度運動
加速度が一定
{\displaystyle a(t)={\boldsymbol {a_{0}}}}

自由落下 (Free-fall)

のとき経過時間t後の速度v(t)、変位x(t)は
{\displaystyle t=0}
での速度をv0、位置座標をx0とすると
{\displaystyle {\boldsymbol {v(t)}}=v_{0}+a_{0}t}
{\displaystyle {\boldsymbol {x(t)}}=x_{0}+v_{0}t+{\frac {1}{2}}a_{0}t^{2}}
で求められる。
また、位置座標をx(0)=0とすれば、上記2式を変形することによってtを消去した次式が得られる。
{\displaystyle {\boldsymbol {v(t)^{2}}}-{\boldsymbol {v_{0}^{2}}}=2a_{0}x(t)}

## 単位
加速度の単位には m/s2（メートル毎秒毎秒）が用いられるほか、地震の揺れの加速度にはガル (Gal) という単位が使用される (100 Gal = 1 m/s2)。
標準重力を基準としたジー (G)という単位があり、1.0 G = 9.806 65m/s2である。

## 関連項目

加速で発生する力Gと方向別の人体の許容度